# Exist † trace
exist†trace (en japonés: イグズィストトレイス) es una banda Japonesa de Metal Alternativo femenina y perteneciente al estilo Visual kei formada en junio de 2003.
Hasta la fecha, la banda ha publicado nueve singles, ocho EP (o Mini-Album) y un álbum recopilatorio. Exist Trace también ha aparecido en dos álbumes de ómnibus, así como un DVD en vivo con varias bandas de Shizuoka- Bajo el sello Sequence Records. Exist Trace lanzó un EP el 21 de octubre de 2009, titulado Ambivalent Symphony.

## Historia
Naoto y Jyou dicieron hacer una banda, Naoto sabia de una gran baterista a la cual conocía de hace tiempo atrás, fue entonces cuando llamaron a Mally, después comenzaron a buscar una guitarrista poniendo anuncios en la prensa, al verlo, Miko las busco ingresando así a la banda. Luego de un tiempo Miko dijo que deberían tener otra guitarrista, en el cast conocieron a Omi, al escucharla les gusto su estilo y se decidió que ella seria la guitarrista líder.
El 15 de junio de 2003 las cuatro amigas Jyou, Miko, Naoto y Mally formaron la banda. Luego firmarían un contrato con Secuence Records, la misma de grupos como Sulfuric Acid y Hizaki grace project.
Fue el 28 de diciembre de 2003 en que tuvieron su primera participación en vivo. Debido al éxito de este concierto, lanzan el 22 de febrero su primer demo-tape llamado Hai no yuki, el que fue distribuido gratuitamente.
Omi, la que sería la guitarrista líder, se unió a la banda el 14 de marzo de 2004. Por lo que el 30 de marzo harían el primer concierto con todas las integrantes. 
Después de varios conciertos, en julio de ese mismo año lanzan el 1 de julio su segundo demo-tape Kokumu, que también fue distribuido gratuitamente.
El 28 de agosto de 2005 lanzan su primer single Ambivalence.
El 2 de febrero de 2006 lanzan su segundo single Funeral Bouquet, el 17 de julio su tercer singles Riot y para el 19 de julio lanzarían su primer EP, llamado Annunciation -the heretic elegy-, con canciones muy oscuras.
En 2007, exist†trace se consolidó como una de las bandas más solicitadas en Japón. El 31 de enero de ese año realizan un DVD, el 18 de julio lanzan su cuarto single Liquid, una de las dos canciones que las consagraría luego de JUDEA y el 9 de septiembre lanzarían su segundo EP, llamado Demented Show.
A inicios del 2008, la banda realiza varios conciertos entre los cuales estuvo el Fool's Fest '08 y el Gemmik's final live. En mayo anunciarían un descanso de tres meses, para luego reaparecer en octubre con una nueva canción y realizar un tour europeo en Bélgica, Alemania, Francia y Finlandia. Después del tour, el 19 de noviembre lanzan su único álbum Recreation Eve, el cual es la recopilación de varias canciones, sin embargo contenía una nueva canción y dos reediciones.
El 23 de abril de 2009 lanzaron su tercer EP, llamado VANGUARD -of the muses- que incluiría nuevas canciones. El 21 de octubre de ese mismo año el EP, llamado Ambivalent Symphony con siete canciones nuevas. Tres días después del lanzamiento, exist†trace se presentó en el V-rock festival, lugar donde compartieron con aproximadamente 50 artistas de su categoría Visual kei. El 2 de junio de 2010 lanzaron su último single llamado KNIFE que contiene 2 canciones nuevas y una reedición.

## Estilo musical
El estilo de exist†trace puede ser descrito como Death Metal Melódico ya que la vocalista, Jyou, usa la Voz gutural en muchas canciones, lo que contribuye a la oscuridad del trasfondo de muchas de las canciones. El sonido de la guitarra a menudo presenta características de distorsión y riffs pesados y solos de virtuosismo técnico. Su sonido está muy centrado en su bajo y batería, lo que ayuda a definir su estilo musical. Las letras se basan principalmente en temas de estilo gótico, y su estilo de música se ha parecido a Metal gótico.

## Miembros
- Jyou (ジョウ) – voz
- Omi (乙魅) – guitarra líder
- Miko (ミコ) – guitarra rítmica
- Naoto (猶人) - bajo
- Mally (マリ) - batería

## Lanzamientos

### EP
- Annunciation -the heretic elegy- (13 de diciembre de 2006)
- Demented Show (18 de julio de 2007)
- VANGUARD -of the muses- (22 de abril de 2009)
- Ambivalent Symphony (21 de octubre de 2009)
- TRUE (15 de junio de 2011)
- THE LAST DAYBREAK (19 de octubre de 2011)
- THIS IS NOW (16 de marzo de 2016)
- Royal Straight Magic (16 de noviembre de 2016)

### Álbum
- 2008 Recreノ雪) (22 de febrero de 2004)
- Kokumu (黒霧) (1 de julio de 2004)
- Recreation eve (19 de noviembre de 2008)
- TWIN GATE(15 de diciembre de 2010)
- VIRGIN (23 de mayo de 2012)
- WORLD MAKER (24 de septiembre de 2014)

### Ómnibus
- Drive Up!! vol. 1 (15 de abril de 2005) Corrosión
- SUMMIT 03 (29 de noviembre de 2006) Mabushii Hodo no Kurayami no Naka de (眩しい程の暗闇の中で)
- NEO VOLTAGE ation Eve

### Sencillos
- Ambivalence (28 de agosto de 2005)
- Funeral Bouquet (2 de febrero de 2006)
- Riot (17 de julio de 2006)
- Liquid (18 de julio de 2007)
- KNIFE (2 de junio de 2010)
- Diamond (3 de julio de 2013)
- Spiral Daisakusen (14 de mayo de 2014)
- TWIN WINGS (19 de abril de 2015)
- Shout Out (19 de agosto de 2015)

### Demo tapes
- Unforgive you (灰ノ雪 Hai no Yuki?) ((26 de mayo de 2010)

### DVD
- Silent Hill 2061125 Pavilion which deer barks (31 de enero de 2007)
- ONE MAN SHOW -Just Like a Virgin- (28 de noviembre de 2012)

### Videos musicales
- JUDEA
- VANGUARD
- RESONANCE
- TRUE
- Daybreak 〜13月の色彩〜
- GINGER
- ダイアモンド
- スパイラル大作戦
- WORLD MAKER
- DREAM RIDER